# Sylwina
Sylwina – łacińskie imię żeńskie, żeński odpowiednik imienia Sylwin,  które zostało utworzone od Sylwiusza przy pomocy przyrostka -inus, który wskazywał na pochodzenie od kogoś lub zdrabniał. Imię to nadawane jest w Polsce co najmniej od 1827 roku.
Sylwina imieniny obchodzi razem z Sylwinem: 
- 17 lutego, jako wspomnienie św. Sylwina, biskupa Thérouanne i św. Sylwina (Sylwana) biskupa Cremony,
- 12 września, jako wspomnienie św. Sylwina (Salwina), biskupa Werony,
- 28 września, jako wspomnienie św. Sylwina, biskupa Brescii[2].

Znane osoby noszące imię Sylwina:
- Silvina Bullrich – argentyńska pisarka
- Antonia Maria Portugalska, właśc. Antónia Maria Fernanda Micaela Gabriela Rafaela Francisca de Assis Ana Gonzaga Silvéria Júlia Augusta de Saxe-Coburgo-Gota e Bragança – infantka Portugalii